# Ksenija Symonowa
Ksenija Ołeksandriwna Symonowa, ukr. Ксенія Олександрівна Симонова, ros. Ксения Александровна Симонова (ur. 22 kwietnia 1985 w Eupatorii) – ukraińska artystka. Zajmuje się tworzeniem rysunków z piasku, który usypuje w kolejne obrazy, układając z nich w ten sposób całe historie.

## Życiorys
Kształciła się w szkołach artystycznych, zajmowała się też tłumaczeniami. Studiowała psychologię na uniwersytecie w Symferopolu, następnie podjęła naukę w Ukraińskiej Akademii Drukarstwa. Pracowała jako grafik w jednym z czasopism, które zlikwidowano w związku z kryzysem ekonomicznym.
Wystartowała w ukraińskiej edycji programu Got Talent. Wygrała edycję z 2009, przedstawiając w finale kompozycję poświęconą życiu na okupowanych ziemiach ukraińskich w okresie II wojny światowej. Zwycięstwo przyniosło jej nagrodę w wysokości miliona hrywien (ok. 125 tys. USD). Jej występ zamieszczony na portalu YouTube w krótkim czasie uzyskał ponad 2 miliony odsłon. Dzięki tej wygranej zaczęła występować przed szeroką publicznością, brała udział w widowisku z okazji trzydziestolecia podpisania w Gdańsku porozumień sierpniowych. Wraz z Miką Newton wystąpiła podczas Konkursu Piosenki Eurowizji 2011, tworząc szereg wizualizacji z piasku. W 2019 wystąpiła w programach America’s Got Talent: The Champions oraz Britain’s Got Talent: The Champions.